# Miki Berenyi
Miki Eleonora Berenyi (18 de marzo de 1967 en Chelsea, Londres) es una cantante, compositora y guitarrista británica. Fue miembro de la banda de rock alternativo Lush. Berenyi posee ascendencia japonesa y húngara, y es hija de la actriz japonesa Yasuko Nagazumi, que tuvo una aparición en la película Solo se vive dos veces de la saga del agente secreto James Bond y en la serie de televisión Space: 1999.  

## Carrera
A los 14 años, Berenyi conoció a su amiga y futura compañera de banda Emma Anderson. En 1987, Berenyi estudió literatura inglesa en la Universidad North London, donde conoció al baterista Chris Acland y a la cantante Meriel Barham. Junto a Anderson, decidieron formar su propia banda, llamada en un principio Baby Machines. El bajista Steve Rippon se unió, y cambiaron su nombre a Lush. Cuando Barham abandonó el grupo, Berenyi se encargó de cantar.
Entre 1987 y 1996 lanzó varios álbumes, sencillos y vídeos musicales con Lush, además de realizar extensas giras por el Reino Unido, Norteamérica, Japón, Australia y otros países. Lush anunció oficialmente su retiro en 1998, luego del suicidio de Acland en octubre de 1996.
Lush, incluyendo a Berenyi, anunciaron una reunión el 28 de septiembre de 2015. Salieron de gira y grabaron un EP con nuevas canciones.

## Libros
- Cruzando los dedos (Contra, 2024). Autobiografía.